# 逆様ブリッジ
『逆様ブリッジ』(さかさまぶりっじ）は、スネオヘアーの2枚目のミニアルバム。2010年6月23日発売。スターチャイルドレコード移籍第1弾作品。

## 収録曲
1. 逆様ブリッジ
  - アニメ『荒川アンダー ザ ブリッジ』エンディングテーマ
2. トキメキシュナイダー
3. kimiga suki
4. さらり

(全曲作詞・作曲：渡辺健二／全曲編曲：スネオヘアー)